# Villa Curial
La villa Curial est une voie privée et piétonne du 19e arrondissement de Paris, en France.

## Situation et accès
La villa Curial est une voie privée et piétonne située dans le 19e arrondissement de Paris. Elle débute au 7-9, rue Curial et se termine au 118-130, rue d'Aubervilliers.

## Origine du nom
La voie porte le nom du général Philibert Jean-Baptiste Curial (1774-1829), défenseur du quartier en 1814, en raison de sa proximité avec la rue éponyme.

## Historique
Cette voie de desserte a été créée en 1979 et a pris sa dénomination par un décret municipal du 14 février 1980. Fermée aux deux bouts, elle dessert une résidence, ainsi qu'une école maternelle et une école primaire. L'ensemble résidentiel de 1050 logements, qui s'étend aussi sur la rue Labois-Rouillon, a été construit pour le compte du groupe d'assurance La Paternelle, et est orné d'œuvres de plusieurs artistes : une statue de marbre de Carrare de 4,5m du sculpteur Yves Banchelin (d)  se trouve dans la cour, visible depuis la rue Curial par une entrée elle-même décorée par Michel Deverne. Un des immeubles de la rue Curial contient une œuvre en cuivre martelé de Birgitta Ara (d) , et une œuvre de Pierre Sabatier est placée le long du mur séparant la résidence du Centquatre-Paris, qui était encore le service municipal des pompes funèbres au moment de la construction.